# Комісіонер
Комісіонери (від свого імені і за чужий рахунок) — гуртові та роздрібні посередники, які проводять операції від свого імені та за рахунок виробника. Комісіонер не є власником продукції. Виробник (або комітент у даній операції) залишається власником продукції до її передачі й оплати кінцевим споживачем.
Договір про постачання продукції укладається від імені комісіонера. Таким чином, комісіонер є посередником тільки для комітента, а не для кінцевого споживача гроші якого перераховуються на рахунок комісіонера. При цьому ризик випадкового псування і втрати продукції лежить на комітенті. Комісіонер зобов'язаний забезпечити збереження товару. Він відповідає за втрату або ушкодження продукції з вини комісіонера. Винагорода комісіонеру виплачується зазвичай у вигляді відсотків від суми проведеної операції або як різниця між ціною, призначеної комітентом, і ціною реалізації.